# Anton Suixkévitx
Anton Suixkévitx (rus: Антон Казимирович Сушкевич)  (Borissoglebsk, 23 de gener de 1889 - Khàrkiv, 30 d'agost de 1961) va ser un matemàtic soviètic.

## Vida i Obra
El seu cognom rus, Сушкевич, ha estat transliterat de diverses formes al llarg del temps: el podem trobar com Sushkevich, Suschkevich, Suskevic, Suschkewitsch, etc. Era fill d'un enginyer ferroviari en bona posició econòmica. Va fer els estudis secundaris a la ciutat de Vorónej i els va acabar el 1906. El 1906 va anar a Berlín on, a més de seguir les classes de Frobenius, Schur i Schwarz a la universitat de Berlín, també va estar dubtant en fer carrera com a músic, assistint al conservatori Stern de la ciutat. També va establir una amistat amb Emmy Noether, amb qui va mantenir correspondència fins a la seva mort.
El 1911, després de graduar-se en matemàtiques a Berlín, va tornar a Rússia, però com que els títols estrangers no s'acceptaven, va tornar a graduar-se a la universitat de Sant Petersburg el 1913. La guerra mundial el va impedir tornar a Alemanya i se'n va anar a Jarkov (avui Khàrkiv, Ucraïna), on va fer de professor de secundària fins que el 1918 va ser admès com a professor a la universitat de Jarkov. Des de 1921 fins a 1929 va ser professor de la universitat de Vorónej, durant aquest període va defensar la seva tesi doctoral a la universitat de Jarkov (1926), en la qual ja exposava el tema en el que faria la major part de les seves recerques: la teoria de grups.
El 1929 va retornar a la universitat de Jarkov, en la qual va romandre fins a la seva mort. També va ser professor de l'Institut Geodètic de la ciutat.
Sushkevitx és recordat pels seus treballs en teoria de grups, sobre tot pel seu llibre Теория обобщенных групп (Teoria General de Grups) (1937). A ell se li deu la introducció del concepte de semigrup (1928). Cap al final de la seva vida, també va fer treballs importants en història de les matemàtiques.